# Історична мапа
Історичні карти образно-знакове зображення суспільних явищ, що відбувалися на певній території у певний момент часу чи часовий проміжок у минулому. На історичних мапах умовними знаками показано явища, процеси, події, суб'єкти історичного процесу, їх розташування, характеристика стану,зв'язки стану. 
Історичні карти створюються на географічній основі і є математично визначеним, зменшеним, узагальненим образно-знаковим зображенням історичних подій, явищ, процесів чи періодів. Зображення демонструються на площині у певному масштабі з урахуванням просторового розташування об'єктів. Карти в умовній формі показують розміщення, стан, сполучення і зв'язки історичних подій і явищ, що відбираються і характеризуються відповідно до призначення даної карти.

## Категорії історичних карт за тематикою
- галузеві — карти вузької тематики;
- загальні — карти, що дають повну характеристику образу;
- аналітичні — карти, які розкривають певний аспект або властивості образів (процесів) у відриві від цілісності, без відображення зв'язків та взаємозв'язків з іншими аспектами цих образів;
- синтетичні карти дають цілісну характеристику образам (процесам), при утворенні яких виділяються складові конкретного образу та існуючі між ними зв'язки;
- комплексні — карти, які рівнозначно показують кілька видів образів чи кілька взаємопов'язаних образів, або окремо при застосуванні індивідуальних показників[1][2].

## Критерії поділу історичних карт
- за охопленою територією (світові, материкові, карти держав);
- за змістом (оглядові, узагальнюючі і тематичні/проблемні);
- за масштабом (велико-, середньо- і дрібномасштабні).[3]
- з навчання історії виділяють карти: розвиваючі (утворюють певний історичний образ динамічним способом, оглядові — вказують події, явища у межах певного історичного моменту), узагальнюючі (відбивають всі основні події і явища у межах визначеного у назві місця і періоду), проблемні (присвячені тільки одному питанню політичного, господарського або суспільного типу)[4].

## Елементи та умовні позначки історичних карт
- картографічне зображення: географічна основа (сукупність географічних елементів) і тематичний зміст;
- легенда карти (система умовних позначок і пояснень до них);
- допоміжне оснащення і додаткові дані.[5]